# 碁石茶
碁石茶（ごいしちゃ）は、高知県長岡郡大豊町で生産されている、ほぼ黒色で四角形状の後発酵茶である。
製造の仕上げ段階において、天日干しするため筵に並べている様子が黒い碁石を並べているように見えることからこの名がついたとされる。碁石茶は大豊町碁石茶協同組合の登録商標（登録番号第5600916号）である。

## 特徴
ほとんどの日本茶が発酵を行わない緑茶であるのに対して、碁石茶は黒茶ないしは後発酵茶の部類に属する。
紅茶のような酸化発酵と違い、カビを利用する乳酸発酵で、苦味がなくすっきりした酸味が特徴である。以前は苦みのあるネヅキエンや甘みのあるツバキエンなど、焼畑農業による山焼きの後に自生する山茶を使っていたが、今日ではやぶきた種も使用される。
碁石茶は「幻の茶」とも言われるように希少性が高く、製法などの特異性から民俗学や農学の研究対象として取り上げられることも多い。

## 製法
碁石茶の茶樹は日当たりの良い山地で栽培される。茶摘みは７月中旬頃行われ、若葉に限らずほとんどの葉が摘み取られる。茶葉は、蒸し桶に詰めて1 - 2時間ほど蒸したのち、室内の筵（むしろ）の上に広げ、その上にさらに筵をかけて約7 - 10日間、カビ付けがされる。このときに好気性の一次発酵がなされる。ここで、蒸しに使う道具は製茶専用とは限られず、和紙の原料である楮や三椏の蒸し桶を兼用する。したがって茶蒸しは夏の、楮蒸しは冬の仕事と言われることもある。
二次発酵では、桶に蒸した時に出た茶汁を加え、重石を乗せて漬け、10 - 20日間嫌気的な乳酸発酵が行われる。発酵が進んだ茶葉は、濡れ紙を重ねたような形状になり、2.5 - 4センチメートル四方に裁断されたのちに天日乾燥がなされる。このとき茶葉は碁石状となり幾重にも重なり乾燥しにくいため、カビを生じないよう細心の注意を要する。乾燥させた茶葉は協同組合の統一パッケージに箱詰めされて出荷される。古式の製法では乾燥の後、角を落として丸みを持たせて、より碁石に近い形状で俵に詰められていた。また、更に3年（上級品は5年）寝かせる工程があった。

## 生産と消費
碁石茶の生産が始まった時期は明らかにされていないが、武藤致和(1741年－1813年)の『南路志』（江戸時代の文政年間に成立）の記述から、18世紀には作られていたと考えられている。碁石茶は、当時から地元で飲まれることはあまり無く、江戸時代以降は瀬戸内地方の塩飽諸島などに送られ、茶粥用、また茶渋は漁網や綱の防食に用いられていた。
碁石茶は、明治初期から中期にかけて茶の輸出ブームで生産量は最大となり、明治末には2万貫（75トン）の生産量を誇った。この頃には長岡郡の山間部の村々で生産が盛んであった。しかし、戦後になると生産地域は縮小し、旧西豊永村の西久保、東梶ケ内、桃原、東豊永村八川、筏木などだけになった。1966年（昭和41年）には13軒1.3トンに減少し、盛時には約200軒あった生産者は、1975年（昭和50年）頃には生産農家は大豊町の1軒だけになっていた。しかし、町役場や調査に来た大学教授らの支援もあり、碁石茶の製法は守られてきた。
その後、テレビで美容効果などが紹介されると生産者が増え、その後何軒かの農家が生産を再開し、2010年に大豊町碁石茶協同組合が発足した。幻のお茶として注目され、地域の特産品としての消費が増加し、2018年時点で個人4軒と1法人がおよそ1.3トンを出荷している。

## 選択無形民俗文化財
2018年（平成30年）3月8日、碁石茶が愛媛県の石鎚黒茶や徳島県の阿波晩茶と共に「四国山地の発酵茶の製造技術」として記録作成等の措置を講ずべき無形の民俗文化財に選択された。